# Awedis Bedros XIV Arpiarian
Awedis Bedros XIV Arpiarian (orm. Աւետիս Պետրոս ԺԴ. Արփիարեան) (ur. 13 kwietnia 1856 w Eghin, zm. 26 października 1937 w Stambule) – ormiański duchowny katolicki, biskup Karput w latach 1890–1898, arcybiskup ad personam pomocniczy Patriarchatu Cylicji i tytularny arcybiskup Anazarbus degli Armeni w latach 1898–1911 i 1928–1931. Arcybiskup ad personam Marasc w latach 1911–1928, 14. patriarcha Kościoła katolickiego obrządku ormiańskiego w latach 1931–1937
W marcu 1884 przyjął święcenia kapłańskie. 23 września 1890 został biskupem Karput. 16 listopada tegoż roku przyjął sakrę biskupią. 26 kwietnia 1898 został arcybiskupem ad personam pomocniczym Patriarchatu Cylicyjskiego i tytularnym arcybiskupem Anazarbus degli Armeni. Funkcję tę pełnił do 27 sierpnia 1911, gdy został arcybiskupem diecezji Marasc. Był nim do 25 stycznia 1928 gdy ponownie wrócił na stanowisko arcybiskupa pomocniczego patriarchatu. 9 października 1931 został wybrany Patriarchą Kościoła ormiańskokatolickiego. 16 października tegoż roku został uznany przez papieża. Zmarł w 1937 roku.